# Альфред Келер
Не плутати з генерал-полковником Альфредом Келлером!
Альфред Келер (нім. Alfred Köhler; 27 липня 1899, Вюрцбург — 1 березня 1957, Франкфурт-на-Майні) — німецький офіцер, керівний співробітник ОКМ, доктор права, міністерський диригент (1 квітня 1942), адмірал-інтендант крігсмаріне (1 травня 1944).

## Біографія
11 квітня 1929 року вступив на службу в адміністративний відділ Морського керівництва як військовий чиновник. З березня 1936 року — генеральний радник Загального управління ОКМ. 1 листопада 1939 року очолив Загальне управління. Фактично в його підпорядкуванні опинилися (по адміністративній лінії) всі верфі Німеччини, а також інші промислові підприємства морського відомства. Крім того, Келер керував розміщенням особового складу ВМФ. 1 березня 1944 року під час загальної реорганізації управління Келера було переформоване, а сам він втратив свою посаду. З 15 липня 1944 року — директор особливого штабу з питань квартирного забезпечення ВМС на території Німеччини. З 22 квітня 1945 року — інтендант військово-морських шпиталів на півдні. 22 травня 1945 року заарештований союзниками. 26 вересня 1945 року звільнений.

## Нагороди
- Медаль «За вислугу років у Вермахті» 4-го класу (4 роки)